# Musette (hobo)
De piccolohobo, ook bekend als de piccoloboe en historisch gezien een hobo-musette (of gewoon musette) genoemd, is het kleinste en hoogste lid van de gehele familie van hobo-achtige instrumenten. Geplaatst in E♭ of F boven de gewone hobo (dat wil zeggen genoteerd als een kleine terts of reine kwart lager dan klinkend), is de piccolohobo een sopraninoversie van de hobo, vergelijkbaar met de Es-klarinet. De musette heeft een ongewone klankkleur en wordt het meest aangetroffen in harmoniemuziek uit het begin van de 20e eeuw, en af en toe in zeldzame kamermuziekensembles of hedendaagse composities.

## Makers van het instrument
Piccolo-hobo's zijn van oorsprong Frans en worden dan ook voornamelijk geproduceerd door de Franse makers F. Lorée (in F) en Marigaux (in E♭), evenals de Italiaanse firma Fratelli Patricola (ook in E♭). Lorée noemt zijn instrument piccolohobo of hobomusette, terwijl Marigaux en Patricola hun instrumenten simpelweg (hobo)musette noemen.

## Repertoire van de hobomusette
Het instrument wordt het meest gebruikt in kamermuziek en andere hedendaagse muziek, waar het wordt gewaardeerd om zijn ongebruikelijke klankkleur. Het wordt ook gebruikt in dubbelrietensembles zoals Amoris en bij filmmuziek. Misschien wel de bekendste stukken waarvoor de verder vrij onbekende piccolohobo nodig is, zijn Solo voor hobo-instrumenten (1971) en Concerto voor hobo en orkest nr. 2, beide van Bruno Maderna, Vérifications van Samuel Andreyev en Ar-Loth (1967) van Paolo Renosto.
Andere hedendaagse werken voor het instrument zijn Scherzo Furioso van William Blezard, Tasmanian Ants van Ian Keith Harris, Iberian Improvisations en Bailables van Leonard Salzedo en "variaties op een Siciliaanse herdersmelodie" van Clive Strutt.
Er zijn twee concerti geschreven met de piccolohobo naast de andere vier leden van de hobofamilie. Deze werken zijn "Oborama" van David Stock en "Rituals and Dances" van James Stephenson, beide geschreven voor Alex Klein.

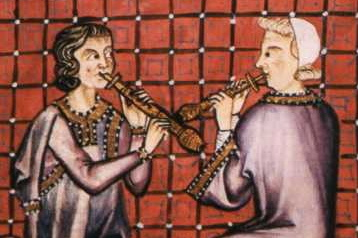
Twee musettes uit "Cantigas de Santa Maria"